# Stefan Olsson (tennisspelare)
Stefan Olsson, född 24 april 1987, är en svensk handikappidrottare som tävlar inom rullstolstennis. Tillsammans med Peter Wikström tog Olsson guld i dubbel i Paralympiska sommarspelen 2012 i London. I matchen besegrade de fransmännen Frederic Cattaneo och Nicolas Peifer med 6–1, 6–2 på bara en timme. I Paralympics 2008 tog han silver i dubbel.
Olsson har två Grand Slam-vinster i dubbel, från US Open 2009 och från  Wimbledon 2010. Dessutom vann han Wimbledonmästerskapen i singel både 2017 och 2018.